# مالك كاوترير
مالك كاوترير (21 يناير 1982 في فرنسا - ) (بالفرنسية: Malik Couturier)‏ هو لاعب كرة قدم فرنسي في مركز الدفاع. لعب مع ستاد لافال ونادي أنجيه ونادي نيور.

## وصلات خارجية
- مالك كاوترير على موقع رابطة كرة القدم الفرنسية للمحترفين (الإنجليزية)
- مالك كاوترير على موقع قاعدة بيانات كرة القدم.إي يو (الإنجليزية)
- مالك كاوترير على موقع Soccerway.com (الإنجليزية)
- مالك كاوترير على موقع عالم كرة القدم.نت (الإنجليزية)
- مالك كاوترير على موقع GSA (الإنجليزية)